# Картезианский монастырь (Ксантен)
Картезианский монастырь (нем. Karthaus Xanten) — монастырь ордена картезианцев в городе Ксантен (федеральная земля Северный Рейн — Вестфалия).
Монастырь возник в 1417 году в окрестностях Везеля, но в 1628 году был переведен в Ксантен.

## История
Основателем монастыря выступил герцог Клевский Адольф I, который 6 августа 1417 года распорядился основать монастырь для 12 монахов на острове посреди Рейна поблизости Везеля. 2 февраля 1419 года монахи приняли устав ордена картезианцев. Для этого герцогу Адольфу II пришлось выплатить главе ордена сумму в размере 10 000 (по другим источникам — 15 000) клевских талеров. Монастырь был освящён в честь Девы Марии, Иоанна Крестителя и Иоанна Богослова. Приором монастыря был избран Иоганн ван Делден. Вскоре монастырь был расширен и в нём служили уже 24 монаха. С 1426 года монастырь находился под личной защитой Адольфа II и когда в 1448 году он умер, то был похоронен в монастырской церкви.
Во время Восьмидесятилетней войны монастырь неоднократно занимался как испанскими, так и нидерландскими войсками. В 1583 году монастырь был частично разрушен евангелистами (в 1540 году Везель примкнул к Реформации). В 1587 году монастырь был восстановлен занявшими его испанцами, но через 3 года монастырь был разрушен полностью. Останки герцога Адольфа II были перевезены в монастырь доминиканцев в Везеле, там же нашли временное прибежище и братья-картезианцы, но вскоре им выделили для размещения часть близлежащего монастыря августинцев.
Поскольку религиозная ситуация в Везеле продолжала осложняться, в 1628 году было принято решение о переводе картезианского монастыря в Ксантен. Однако, в начале магистрат Ксантена отказался предоставить монастырю земельный надел. 9 декабря картезианцам, наконец, удалось приобрести земельный участок менее, чем в сотне метров от собора Святого Виктора.
В ходе медиатизации, которая проходила под руководством наполеоновского министра Талейрана, в 1802 году монастырь был секуляризирован. Монастырские здания попали в начале в частное владение, а затем в собственность города Ксантен. Фонды монастырской библиотеки были переданы в библиотеку собора Святого Виктора. Сейчас в здании монастыря находятся городская библиотека Ксантена и ресторан «Einstein».